# جولای تیره‌پشت
جولای تیره‌پشت (نام علمی: Ploceus bicolor) نام یک گونه از سرده جولاها است.